# Simon Windisch
Simon Windisch (* 1982 in Graz) ist ein österreichischer Theaterregisseur und Theatermacher, der im deutschsprachigen Raum tätig ist.

## Leben
Simon Windisch absolvierte Studien der Germanistik, Philosophie und Medienwissenschaft an der Universität Graz sowie eine Ausbildung zum geprüften Theaterdramaturgen. Er  arbeitet als Regisseur in den Bereichen Sprechtheater, Körpertheater, Theater für junges Publikum, sowie Gaming-Theater.
Er ist als Regisseur fest am Grazer Theater am Ortweinplatz (TaO) engagiert, wo er jährlich mehrere Uraufführungen inszeniert. Er arbeitete u. a. für  das Schauspielhaus Graz, das Volkstheater Wien, das Vorarlberger Landestheater, das Landestheater Niederösterreich und das Staatstheater Augsburg. Windisch wurde für seine Regiearbeiten sowie für Dramatisierungen und Stückentwicklungen vielfach ausgezeichnet, darunter mehrfach mit dem STELLA-Darstellender.Kunst.Preis der ASSITEJ Austria.
Außerdem entwickelte er mit dem Theaterkollektiv Follow the Rabbit Jahren Stücke für junges Publikum sowie Performances und Theaterspielkonzepte mit der Gruppe Das Planetenparty Prinzip. Seit 2019 arbeitet er mit dem Verein Bum Bum Pieces vermehrt in Wien.

## Inszenierungen (Auswahl)
- 2010: Anne & Sophie & Das erste Mal - Ein Hardcore Theatersoap von Simon Windisch (UA 6 Folgen TaO 2010–2012)
- 2011: Nichts - was im Leben wichtig ist von Janne Teller (ÖE TaO)
- 2012: Die Geschichte vom Fuchs der den Verstand verlor von Martin Baltscheit(UA Theater munderk - Frankfurt am Main)
- 2012: Der magische Klang und die Schurken (UA mit Die Schurken bei den Bregenzer Festspielen[6])
- 2013: Der Salamander (UA Theater mundwerk - Frankfurt am Main)
- 2014: Über die Unmöglichkeit einer Schulklasse Friedrich Schillers ‘Die Räuber’ nahe zu bringen von Simon Windisch (UA TaO)
- 2014: Der Weibsteufel von Karl Schönherr (P Vorarlberger Landestheater)
- 2014: Die Miri - Die Kotz von Simon Windisch und Miriam Schmid(UA Theatercafé Graz)
- 2017: Die kleine Hexe von Ottfried Preussler (Landestheater Niederösterreich)
- 2017: Wie man sich die Zeit vertreibt von Simon Windisch (UA Theater an der Rott)
- 2016: Die grandiosen Abenteuer der tapferen Johanna Holzschwert (Theater an der Rott DE)
- 2016: Das Part of the Game Game von Simon Windisch (UA Das Planetenparty Prinzip, TaO)
- 2015: Die besseren Wälder von Martin Baltscheit (UA TaO, Vorarlberger Landestheater)
- 2018: Alice im Wunderland in einer Fassung von Simon Windisch (Landestheater Niederösterreich)
- 2018: wegtreiben von Simon Windisch und Ensemble (Theaterzentrum Deutschlandsberg)
- 2018: Concord Floral von Jordan Tannhill  (ÖE Volkstheater Wien)
- 2019: Die rote Zora von Kurt Held in einer Fassung von Simon Windisch (Premiere Staatstheater Augsburg)
- 2019: Der gestiefelte Kater (Premiere Landestheater Niederösterreich)
- 2019: Schöne neue Welt - Leonce und Lena suchen einen Ausweg (UA Schauspielhaus Graz)
- 2020: graz.ortweinplatz von Simon Windisch und Ensemble (UA TaO! Graz)
- 2020: aufmarschieren von Simon Windisch und Ensemble (UA Das Planetenparty Prinzip)

## Auszeichnungen und Nominierungen (Auswahl)
- 2013: “Stilles Blut” (TaO 2012) Text&Regie: Simon Windisch Ausgezeichnet mit dem Goldenen Vogel in der Kategorie Beste Produktion, sowie zwei Auszeichnungen in der Kategorie Beste Hauptdarstellerin bei Papageno Award - Internationaler Jugendtheaterpreis 2013
- 2013: Nominierung für den Nominiert für den YEAH! Award 2013 für „Der magische Klang und die Schurken“ (Festspiele Bregenz, u. a. 2012) Regie: Simon Windisch
- “Männer und Maschinen” (TaO! 2013) Text&Regie: Simon Windisch Ausgezeichnet mit dem Jurypreis BEST OFF Styria Ausgezeichnet mit dem STELLA13.Darstellender.Kunst.Preis für junges Publikum
- 2017: Österreichischer Kabarettpreis  (Förderpreis) für „Flüsterzweieck: Stabile Eskalation“
- 2017: Hessischer Kabarettpreis für „Flüsterzweieck: Stabile Eskalation“
- 2018: Nominierung bei den Mühlheimer Theatertagen für den KinderStückePreis für „Wie man die Zeit vertreibt“ (Theater an der Rott 2017)[7]
- 2021: Outstanding Artist Award für Darstellende Kunst[8]